# Parafia Świętej Trójcy w Czaplinku
Parafia pw. Świętej Trójcy w Czaplinku – rzymskokatolicka parafia należąca do dekanatu Barwice, diecezji koszalińsko-kołobrzeskiej, metropolii szczecińsko-kamieńskiej. Została utworzona w 1312 roku. Siedziba parafii mieści się przy ulicy Moniuszki.

## Miejsca kultu

### Kościół parafialny
Kościół pw. Świętej Trójcy w Czaplinku
Kościół parafialny został zbudowany w XV wieku w stylu gotyckim. 

### Kościoły filialne i kaplice
- Kościół pw. Podwyższenia Krzyża Świętego w Czaplinku
- Punkt odprawiania Mszy św. w Psich Głowach